# گیلگو اوک بیچ کپتری (نیویورک)
گیلگو اوک بیچ کپتری (به انگلیسی: Gilgo-Oak Beach-Captree) یک منطقهٔ مسکونی در ایالات متحده آمریکا است که در شهرستان سافک، نیویورک واقع شده‌است. گیلگو اوک بیچ کپتری ۹٫۴ کیلومتر مربع مساحت و ۳۳۳ نفر جمعیت دارد.